# Schöteriche
Die Schöteriche (Erysimum) sind die einzige Gattung der Tribus Erysimeae innerhalb der Pflanzenfamilie der Kreuzblütengewächse (Brassicaceae). Die etwa 150 Arten sind auf der Nordhalbkugel weitverbreitet. Wenige Arten werden als Heilpflanzen und die Sorten hauptsächlich einer Art werden als Zierpflanzen genutzt.

## Beschreibung

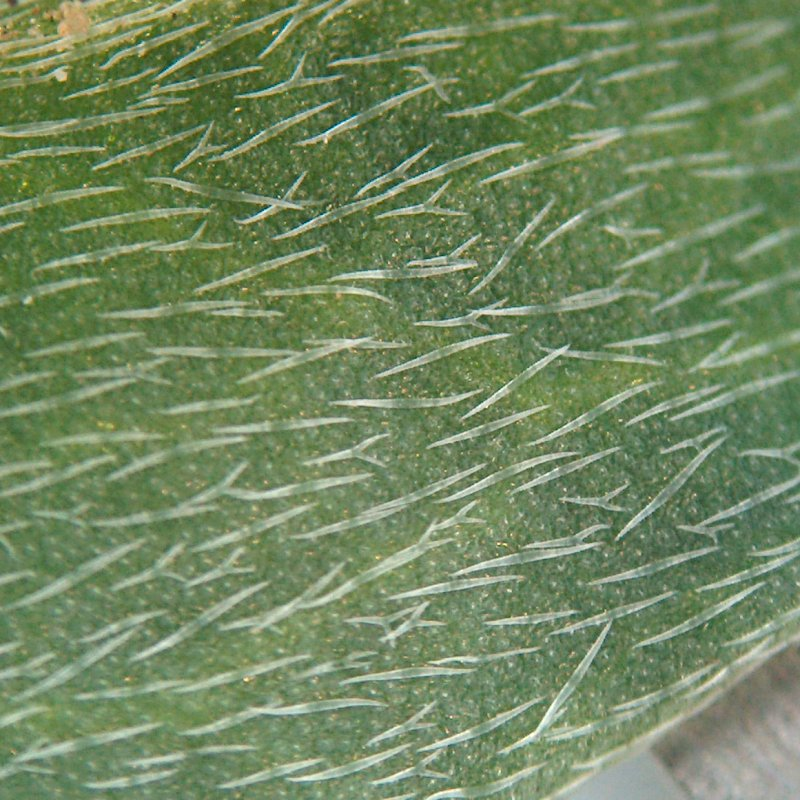
Trichome von Erysimum capitatum var. capitatum

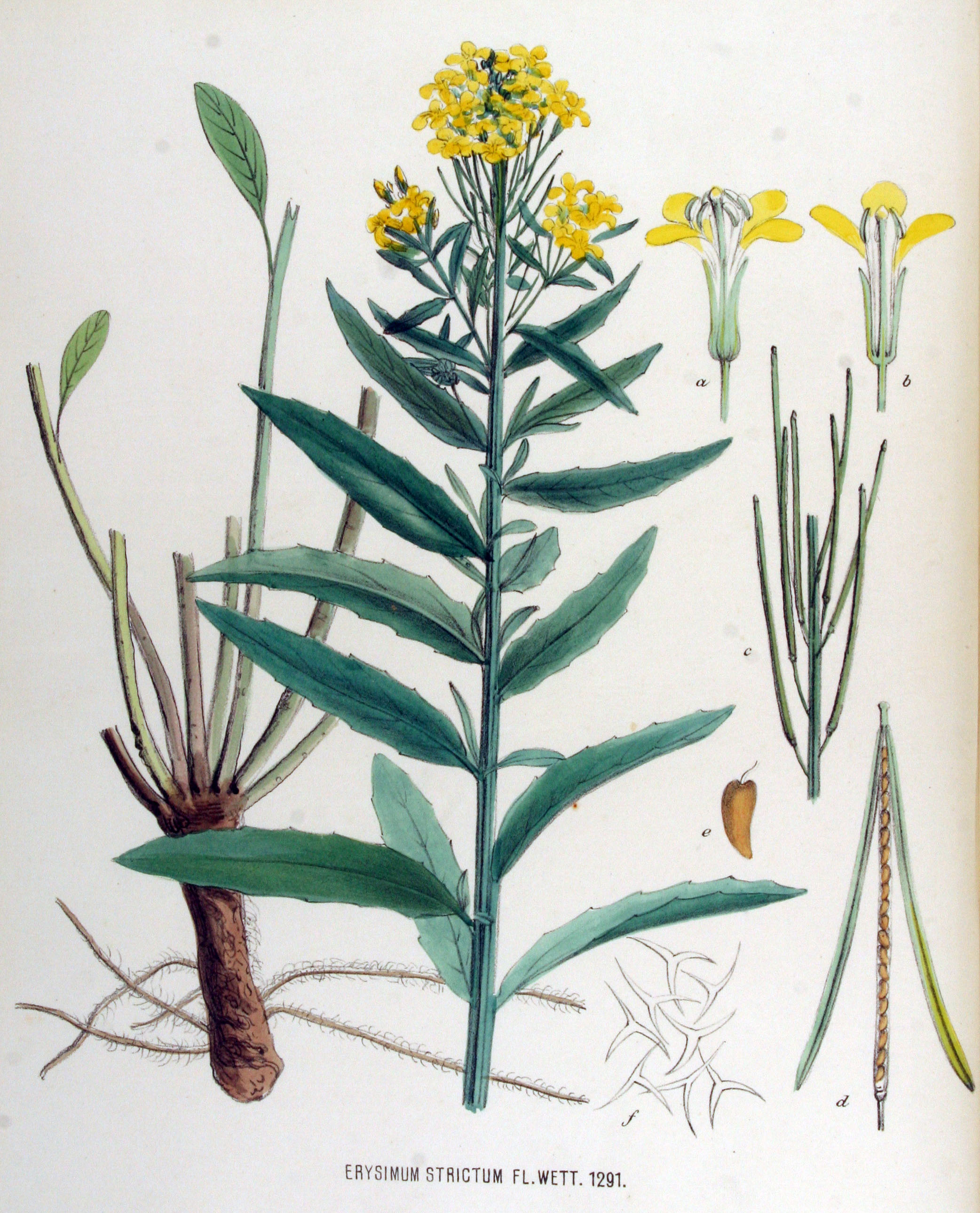
Illustration des Ruten-Schöterich (Erysimum hieraciifolium)

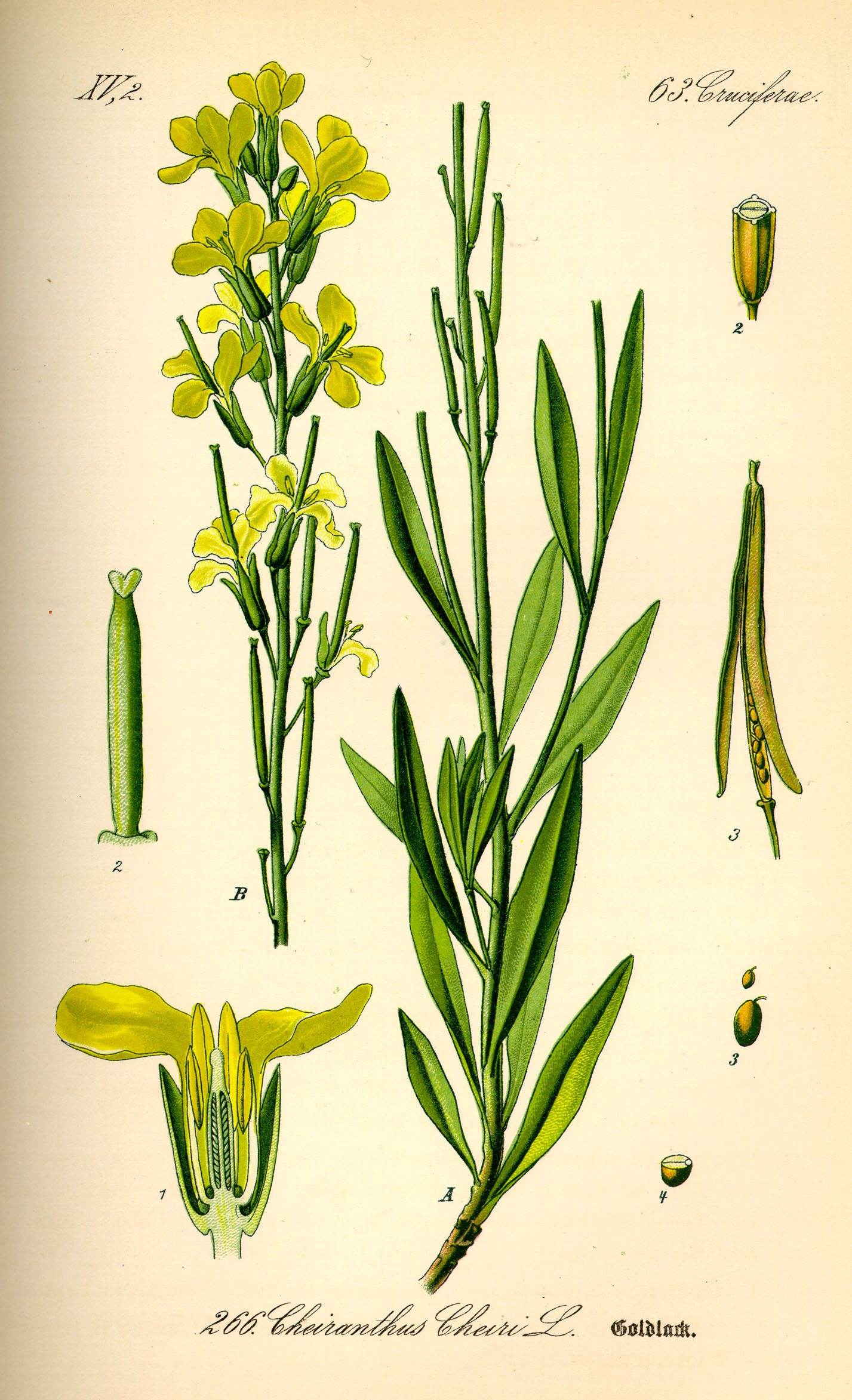
Illustration des Goldlack (Erysimum cheiri)

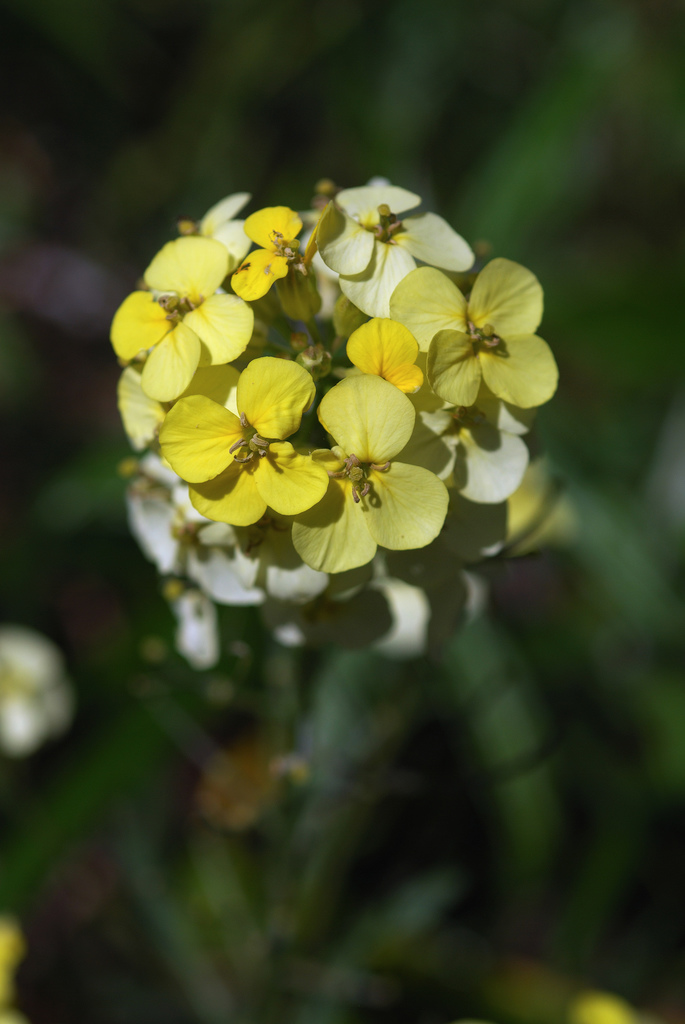
Schirmtraubiger Blütenstand von Erysimum franciscanum

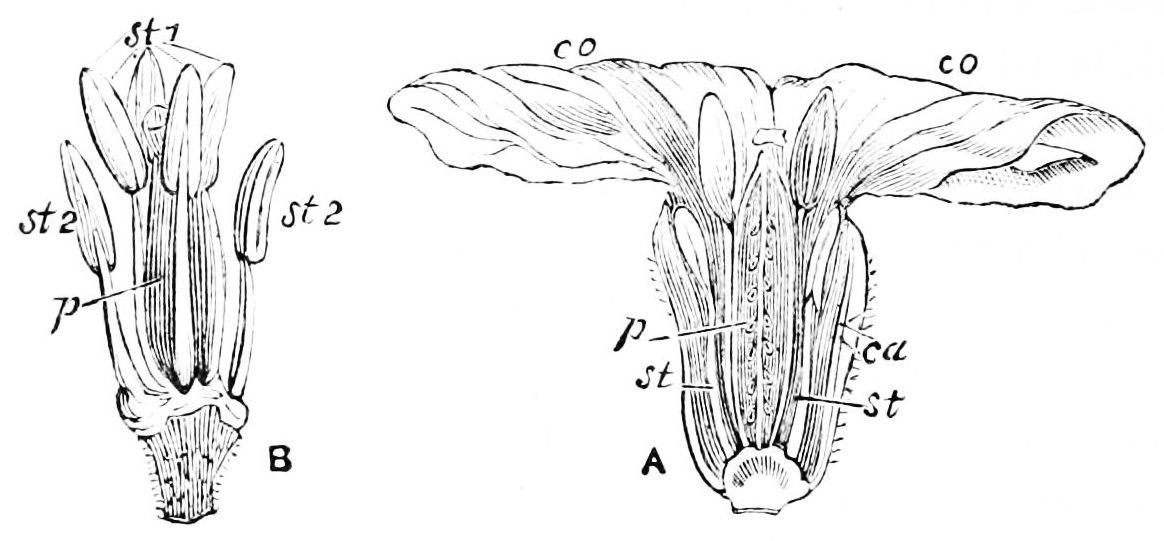
Illustration der Blüte: P = Griffel, St = Staubblätter, Co = Kronblätter

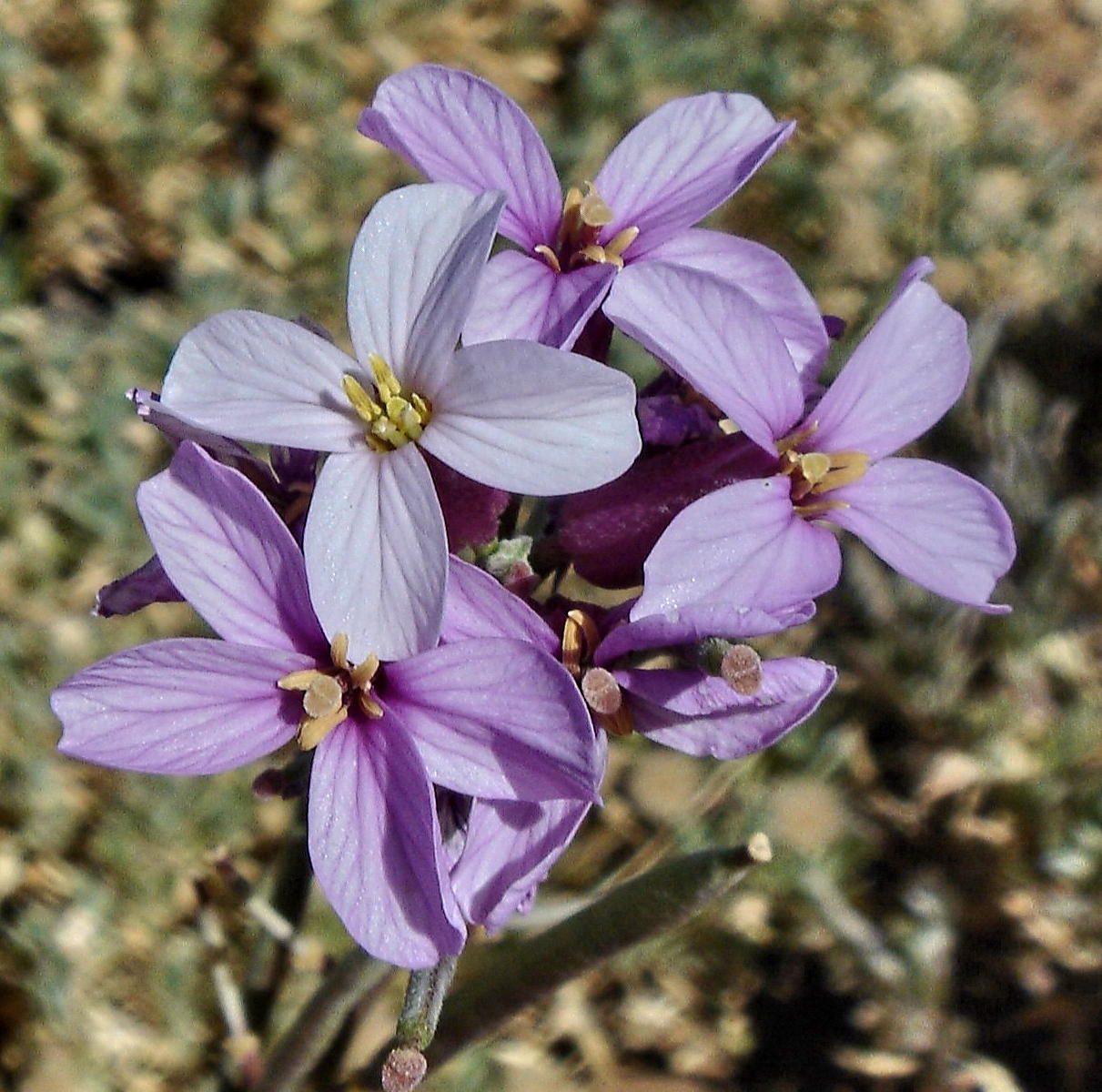
Vierzählige Blüten im Detail von Erysimum scoparium

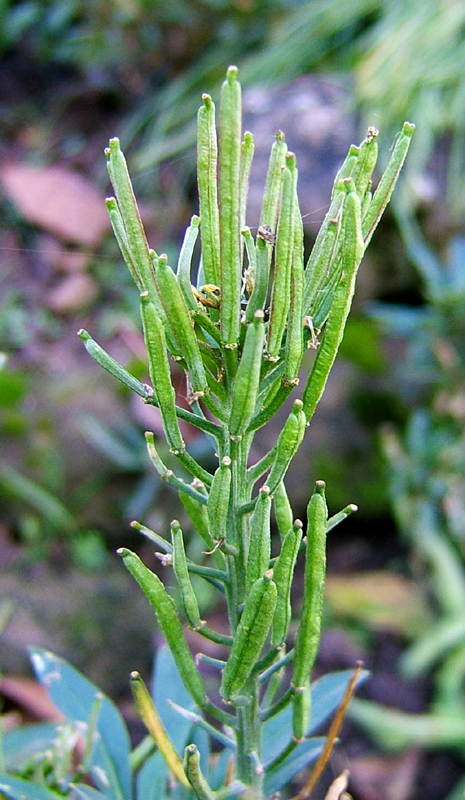
Schoten des Goldlack (Erysimum cheiri)

### Erscheinungsbild und Blätter
Die Erysimum-Arten wachsen als ein-, zweijährige bis ausdauernde krautige Pflanzen, selten als Halbsträucher oder Sträucher. Die oberirdischen Pflanzenteile sind mit sitzenden einfachen Haaren oder drei- bis fünf-, selten bis zu achtstrahligen Sternhaaren (Trichomen) angedrückt behaart. Die selbstständig aufrechten Sprossachsen sind einfach oder im unteren und/oder oberen Bereich verzweigt.
Die in grundständigen Rosetten oder wechselständig an der Sprossachse verteilt angeordneten Laubblätter sind gestielt oder sitzend. Die Blattspreiten der Grundblätter sind meist einfach. Die einfachen oder fiederlappigen Blattspreiten der Stängelblätter sind an ihrer Basis keilförmig bis spitz zulaufend oder selten geöhrt und ganzrandig oder gezähnt. Es sind keine Nebenblätter vorhanden.

### Blütenstände und Blüten
Die Blüten stehen in anfangs schirmtraubigen Blütenständen, die durch Streckung der Blütenstandsachse bis zu Fruchtreife traubig werden. Es sind meist keine oder nur an der Basis der Blütenstandes Tragblätter vorhanden. Die Blüten sind gestielt.
Die zwittrigen Blüten sind radiärsymmetrisch und vierzählig. Die vier freien, aufrechten, flaumig behaarten Kelchblätter sind länglich bis linealisch und die Basis der seitlichen Kelchblätter kann sackartig sein. Die kreuzförmig zusammenstehenden vier Kronblätter sind fast so lang oder länger genagelt als die Länge der Kelchblätter. Die Flächen der Kronblätter sind fast kreisförmig, verkehrt-eiförmig, spatelförmig oder länglich mit gerundetem oder ausgerandetem oberen Ende. Die Farben der Kronblätter reichen von weiß über gelb und orangefarben bis braun oder rosa- bis purpurfarben. Von den sechs aufrechten Staubblätter sind vier lang und zwei kurz. Die Staubbeutel sind länglich oder linealisch. Es sind ein, zwei der vier freie oder verwachsene Nektardrüsen vorhanden. Der oberständige Fruchtknoten ist zweikammerig mit einer Scheidewand (Septum) das zwei parietale Plazenten verbindet. Der Fruchtknoten enthält 15 bis 100 Samenanlagen. Der kaum erkennbare bis kurze oder selten halb bis fast solange, oft flaumig behaarte Griffel endet in einer kopfigen, einfachen oder zweilappigen Narbe.

### Früchte und Samen
Die fast an der Fruchtstandsrhachis anliegenden, aufrechten, aufsteigenden, sparrig abstehenden oder zurückgekrümmten Fruchtstiele sind gerade, schlank oder verdickt mit fast dem gleichen Durchmesser wie die Frucht. Die Schoten sind bei einer Länge von selten 5 bis, meist 8 bis 11 Zentimetern sowie 1,5 bis 2 Millimetern linealisch, zylindrisch und leicht vierkantig (vierseitig), flach parallel oder senkrecht zum Septum und unsegmentiert. Die Fruchtklappen besitzen einen kaum erkennbaren bis erhabenen Mittelnerv und sind außen, selten auch innen, flaumig behaart; sie können gekielt sein. Das durchscheinende bis undurchsichtige Septum ist vollständig, häutig und ohne Nerven. Die Schoten öffnen sich bei Reife mit zwei Klappen und enthalten viele Samen in ein oder selten zwei Reihen.
Die flachen oder prallen, länglichen, eiförmigen, verkehrt-eiförmigen oder fast kugeligen Samen können einen Rand oder Flügel besitzen. Die Samenschale ist winzig netzartig und schleimig bei Feuchtigkeit. Der Embryo ist stark gekrümmt.

### Chromosomensätze
Die Chromosomengrundzahlen betragen x = meist 7 oder 8, seltener 6 oder 9 bis 17.

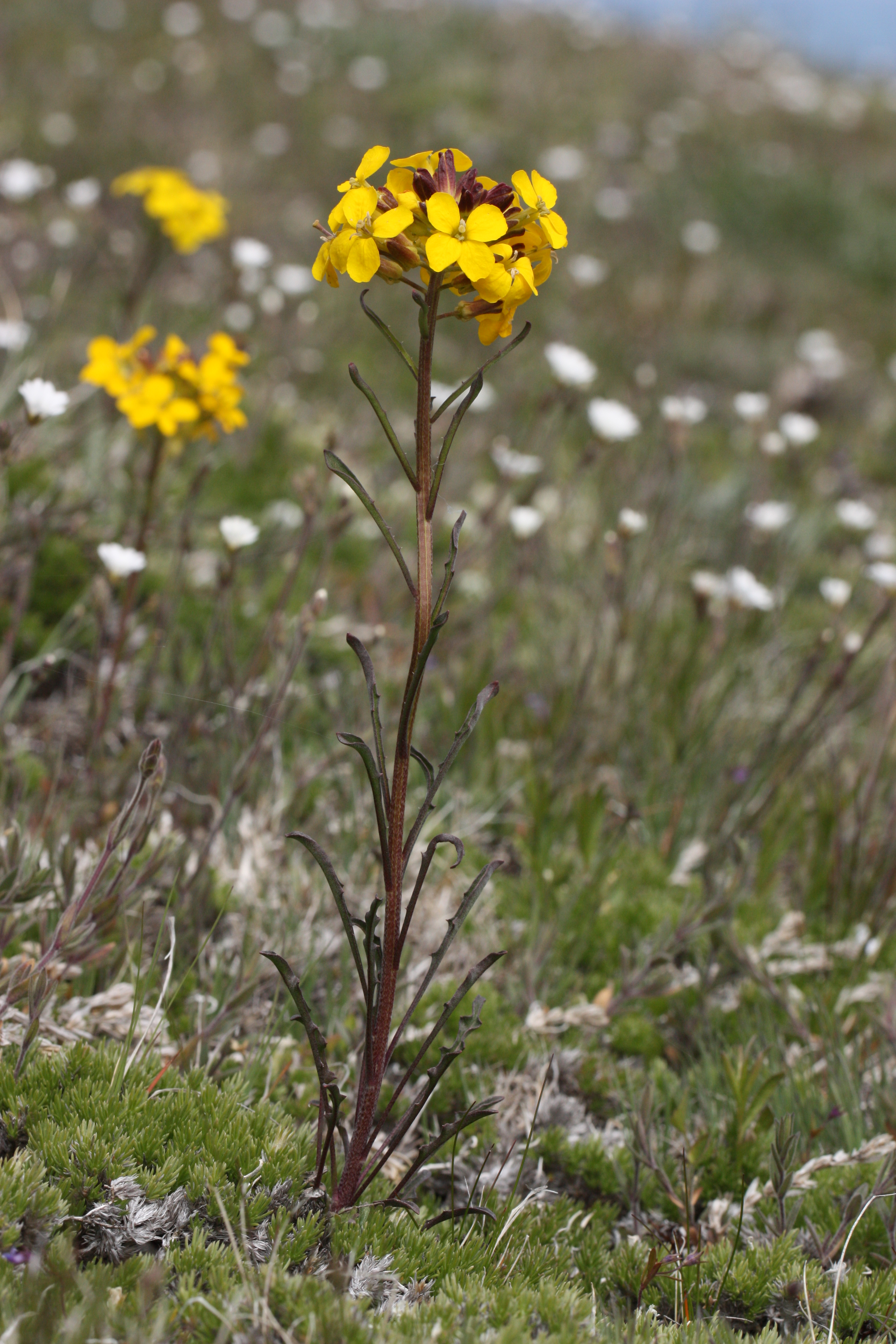
Habitus, Laubblätter und Blütenstand von Erysimum arenicola

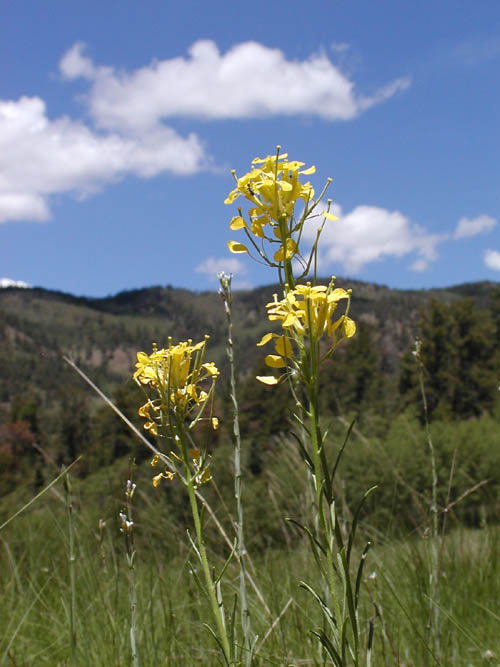
Blütenstände mit Blüten und jungen Schoten von Erysimum asperum

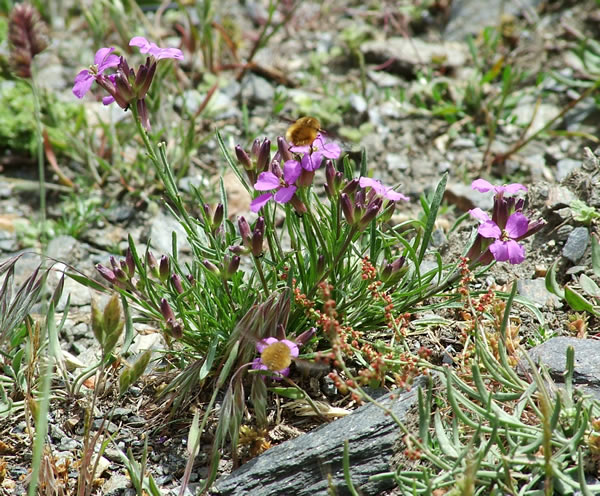
Habitus und Blütenstände von Erysimum baeticum

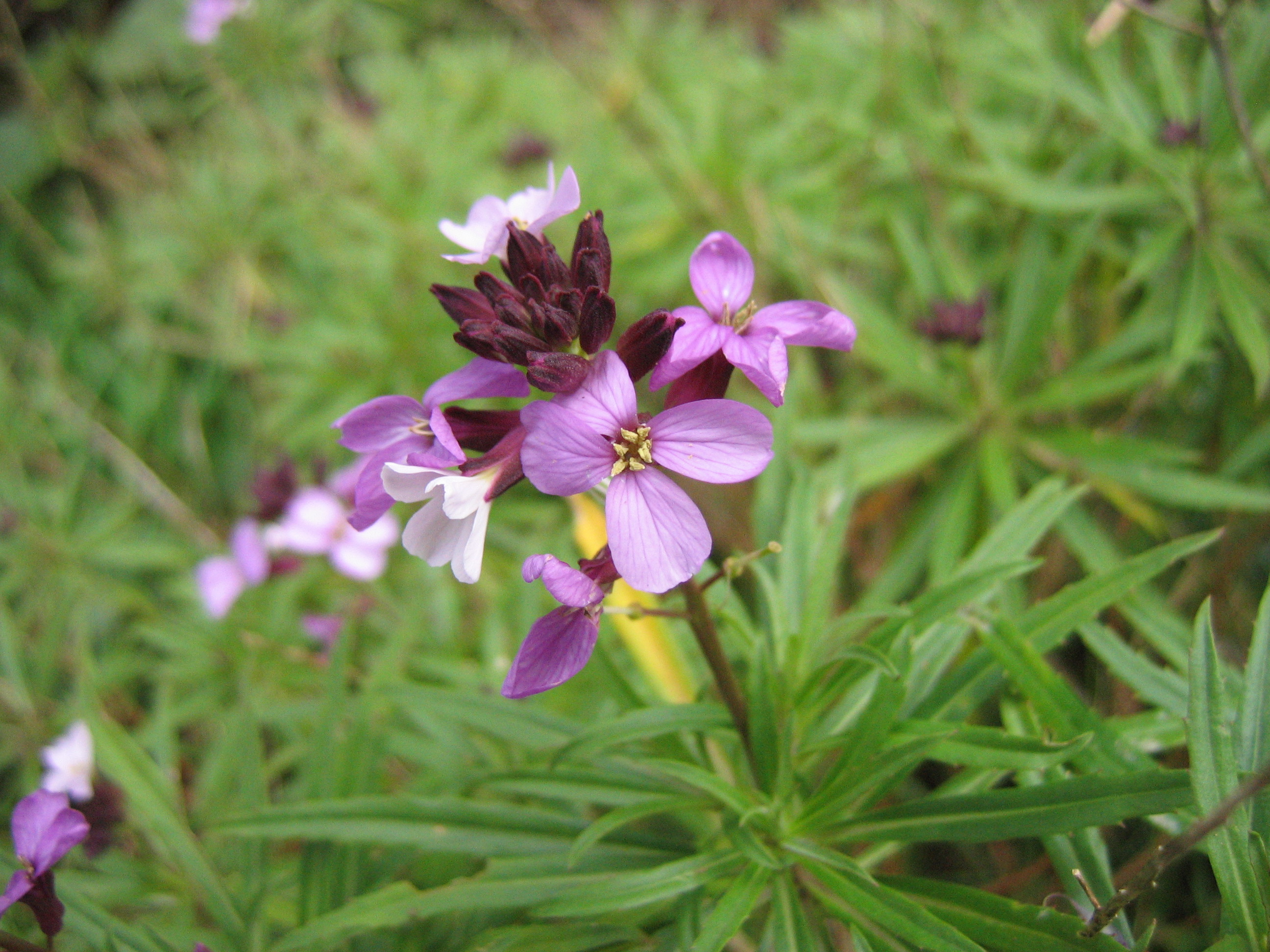
Schirmtraubiger Blütenstand des Zweifarbigen Schöterich (Erysimum bicolor) mit Blüten im Detail

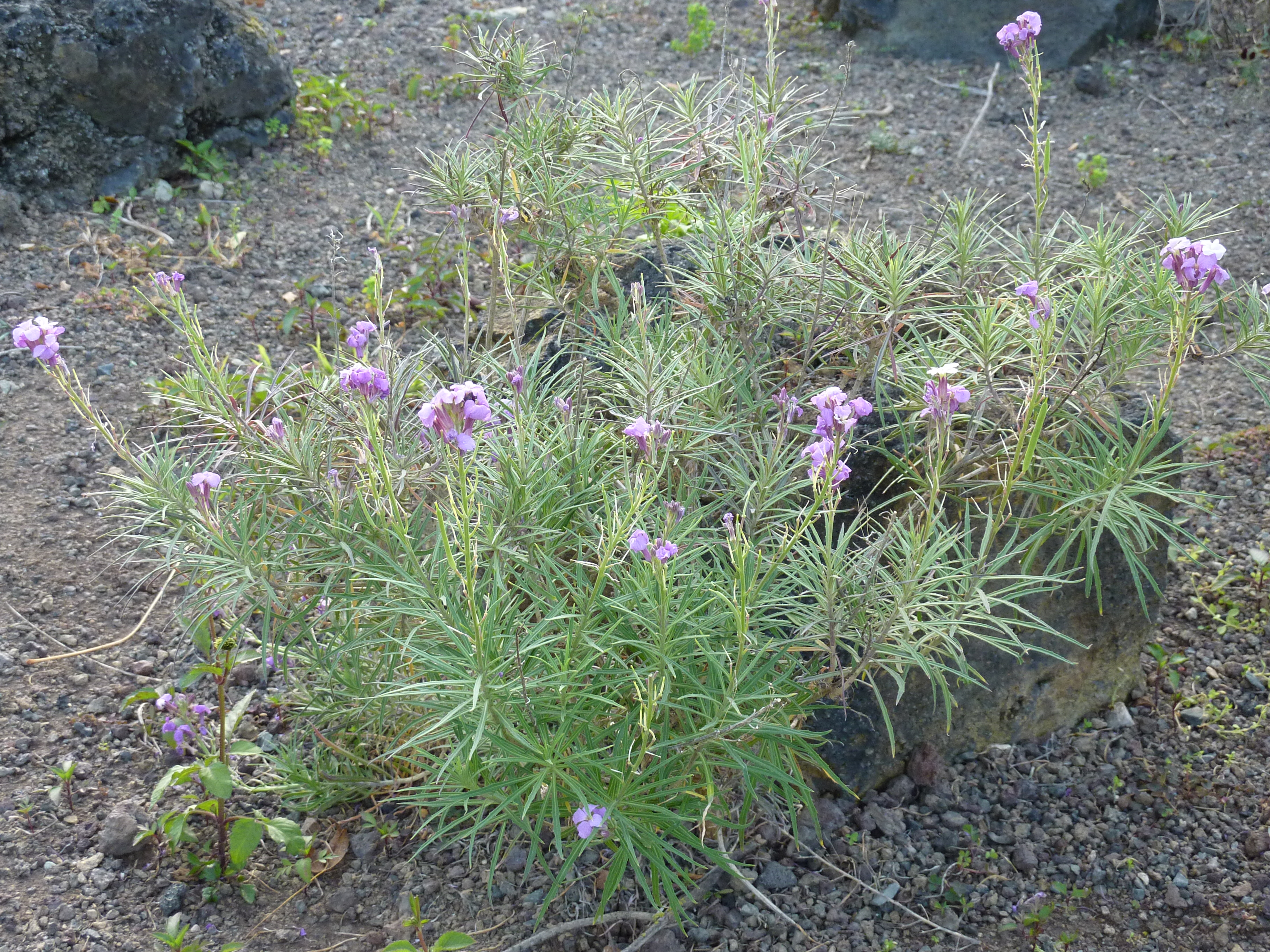
Habitus, Laubblätter und Blütenstände von Erysimum caboverdeanum

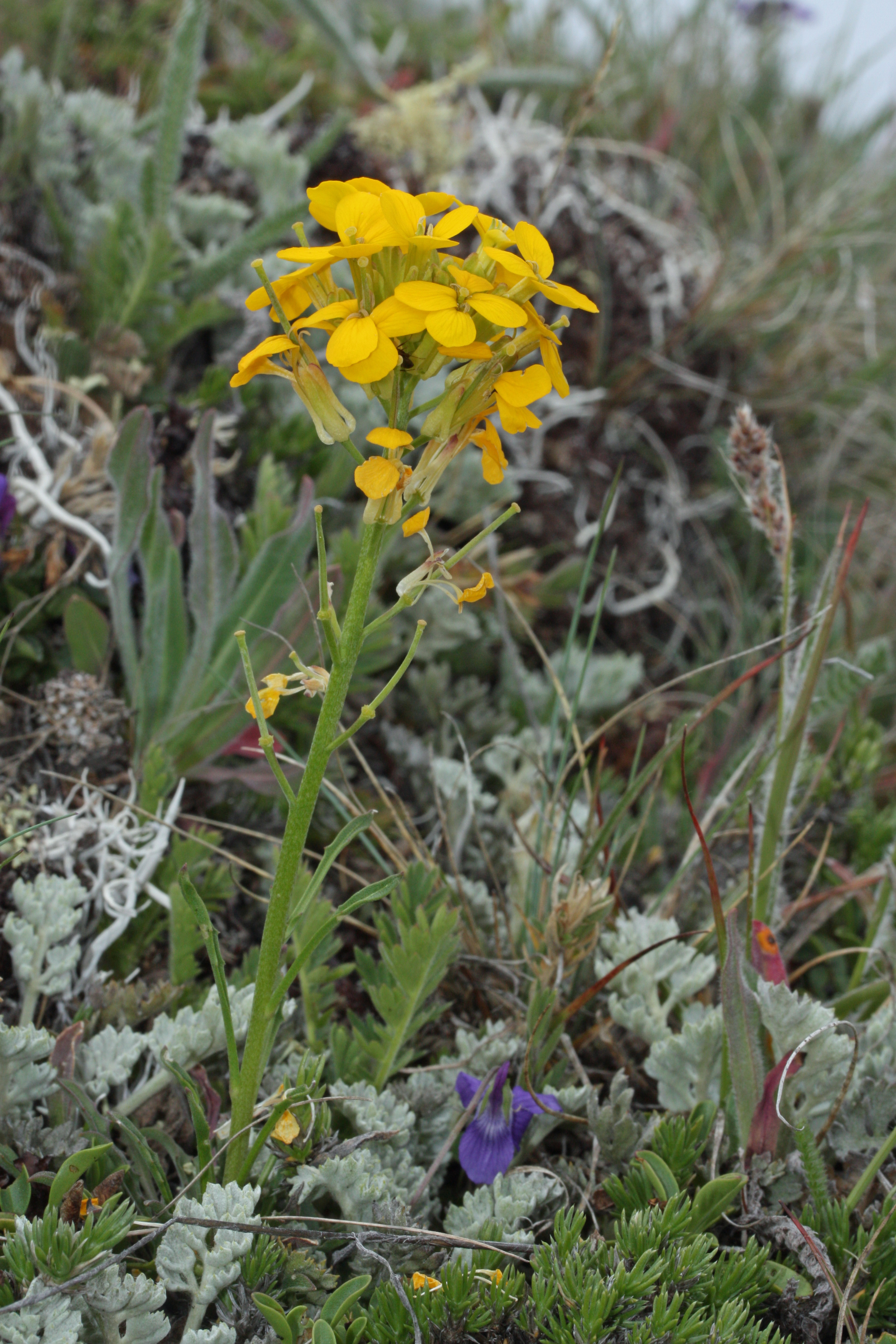
Erysimum capitatum

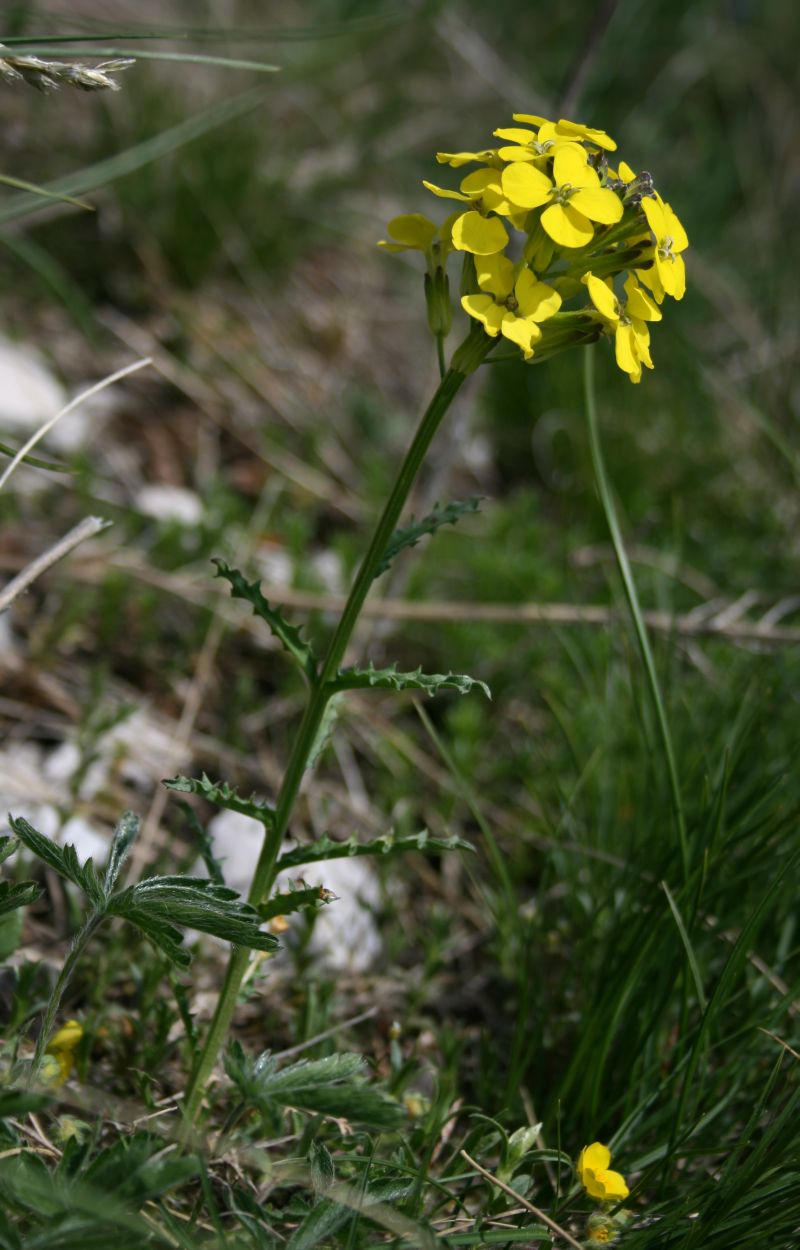
Blätter und Blütenstand des Krainer Schöterich (Erysimum carniolicum)

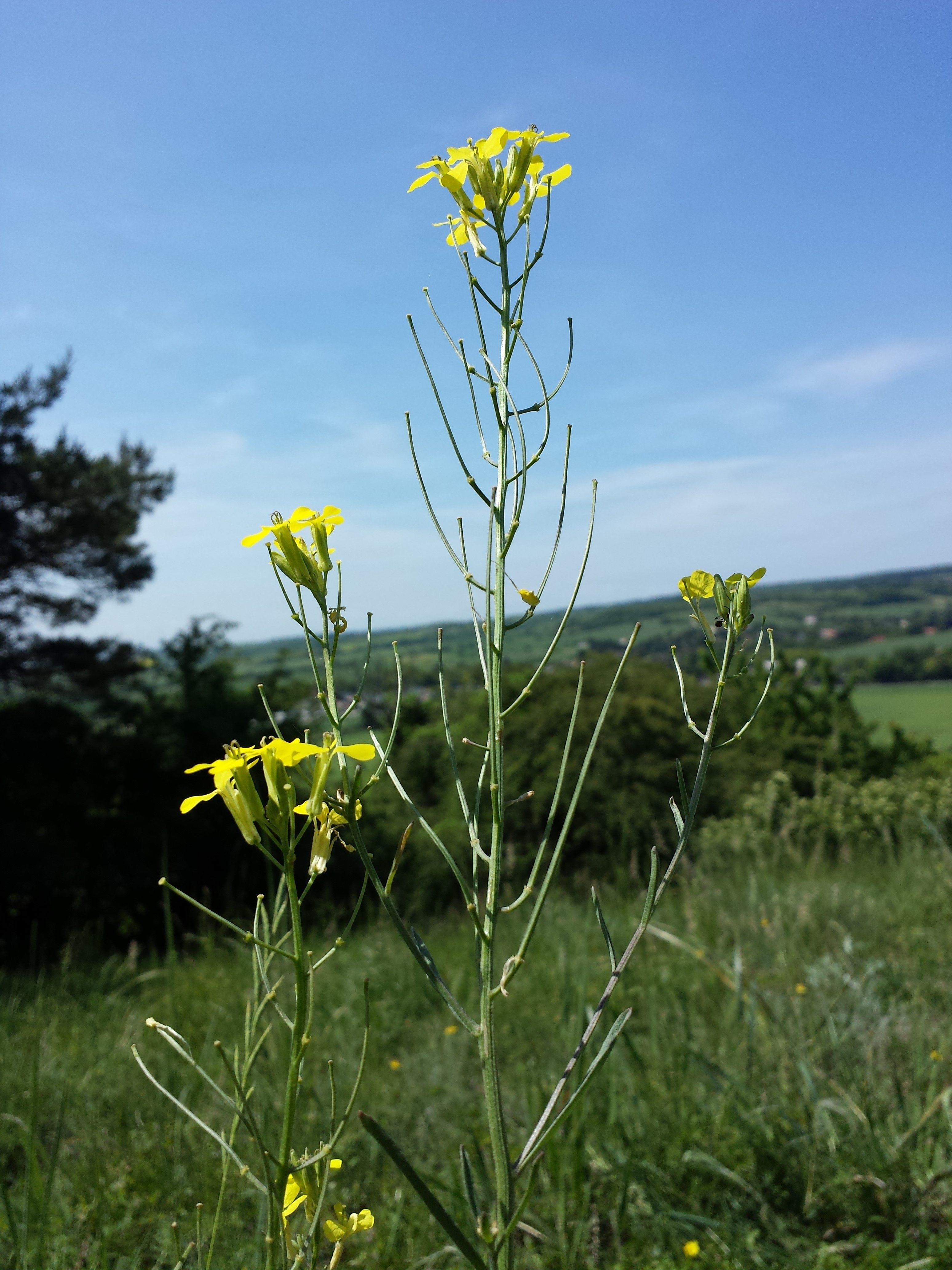
Erysimum diffusum

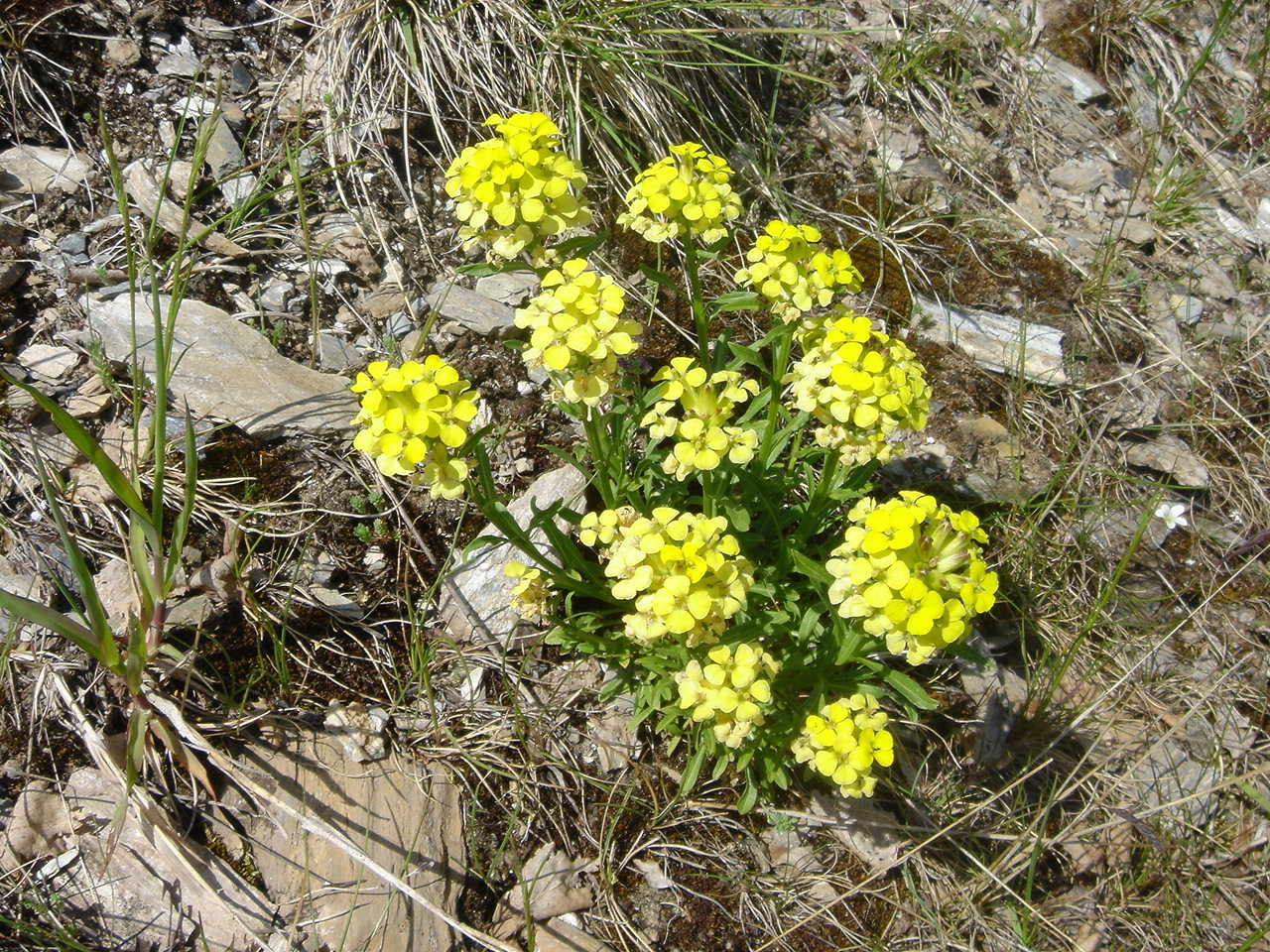
Habitus, Laubblätter und Blütenstände von Erysimum duriaei subsp. pyrenaicum

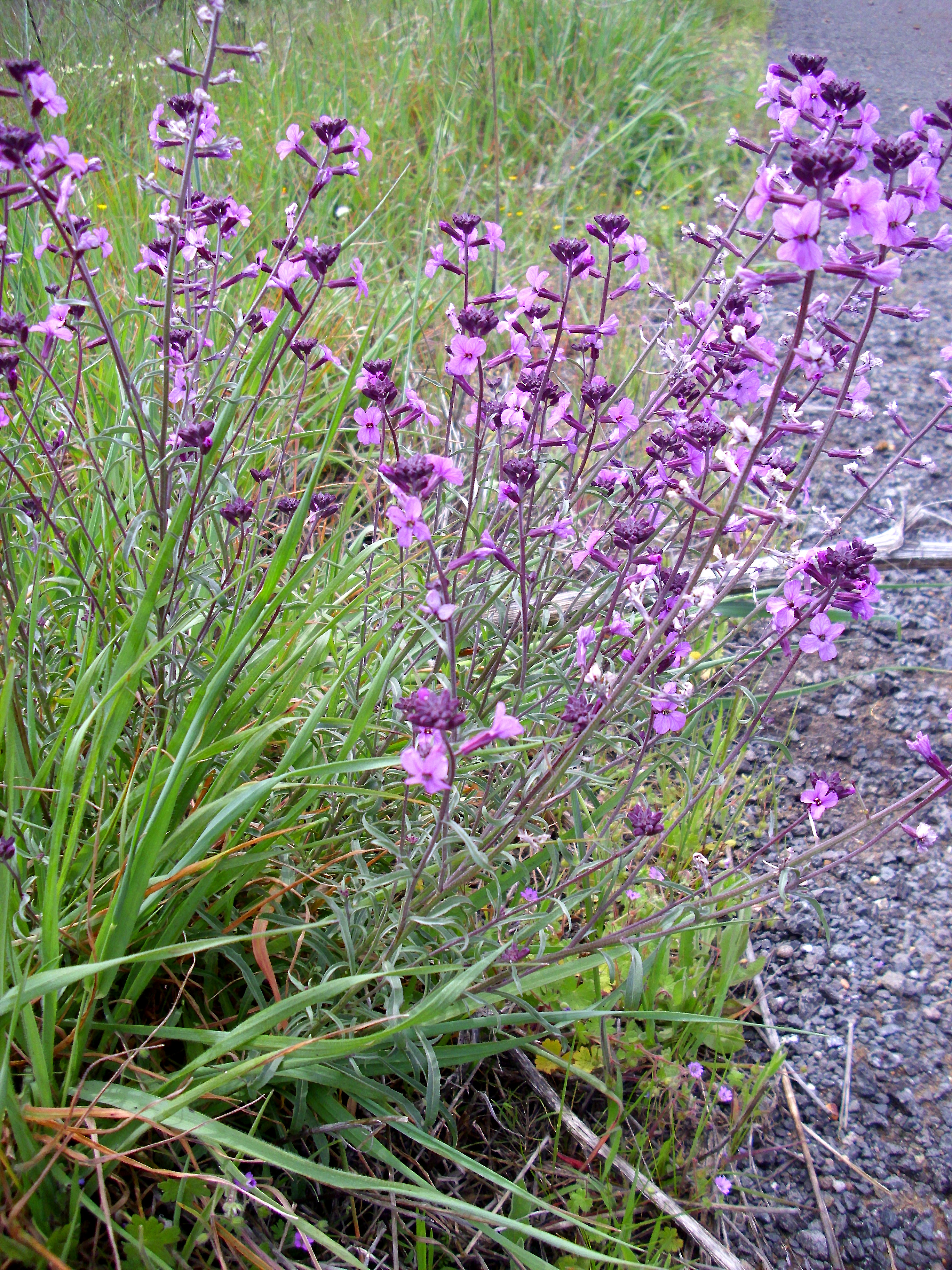
Habitus, Laubblätter und Blütenstände von Erysimum favargeri

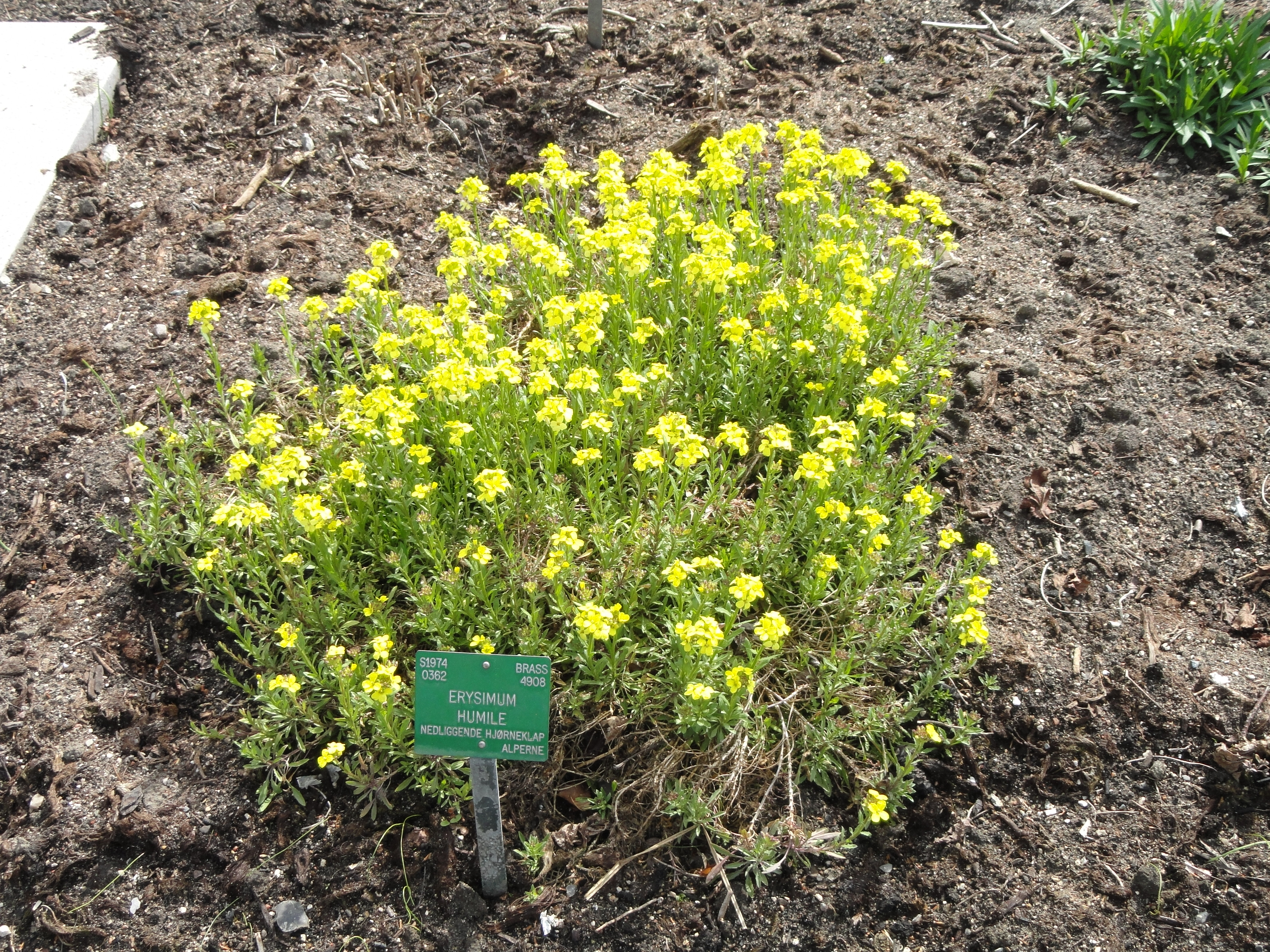
Habitus und Blütenstände von Erysimum humile

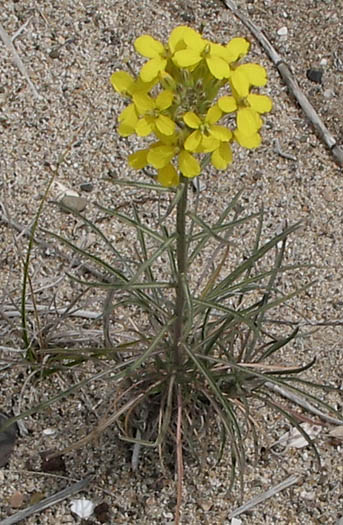
Erysimum insulare

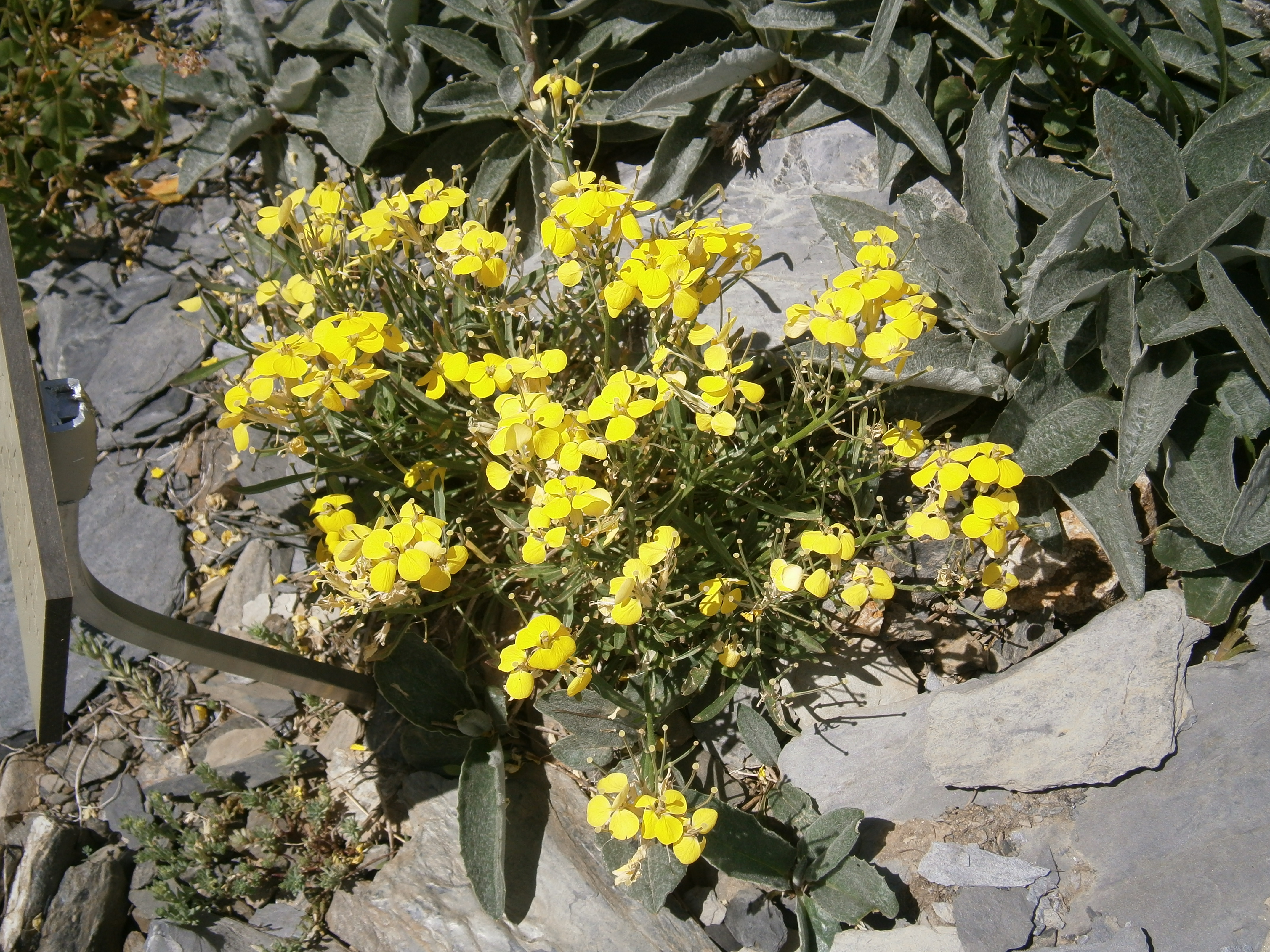
Habitus und Blüten des Piemonteser Schöterich (Erysimum jugicola)

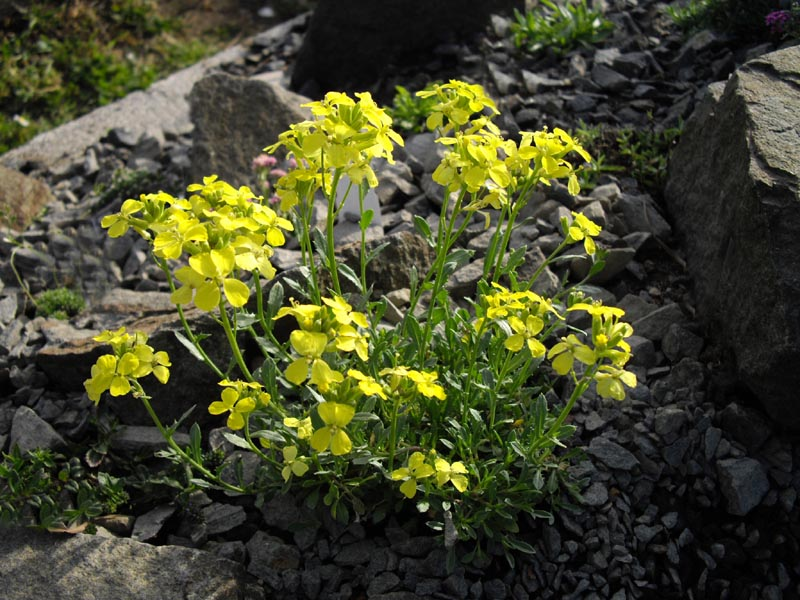
Habitus und Blütenstände von Erysimum kotschyanum

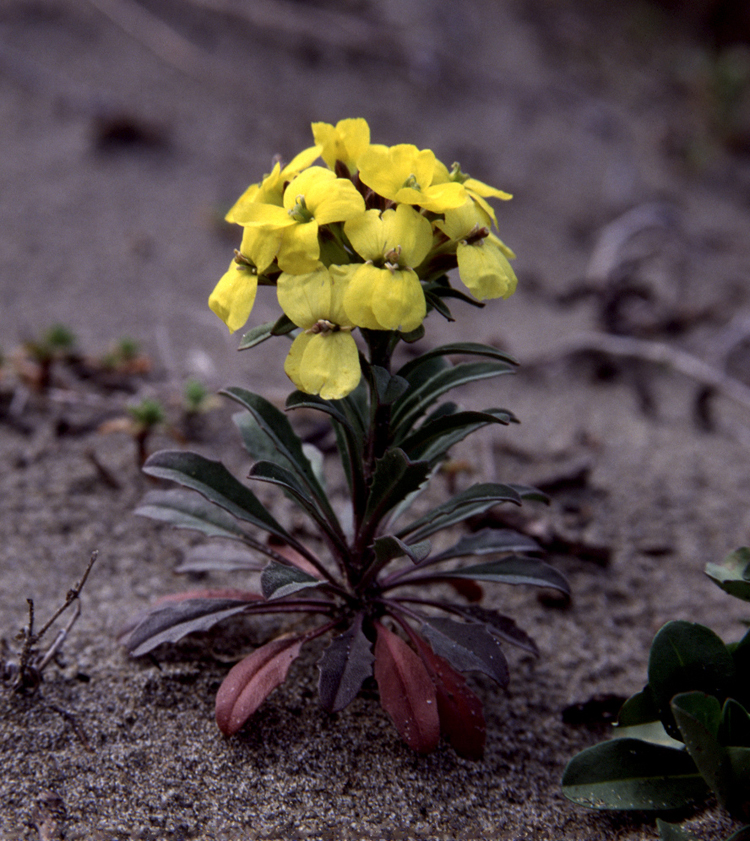
Habitus, Laubblätter und Blütenstand von Erysimum menziesii

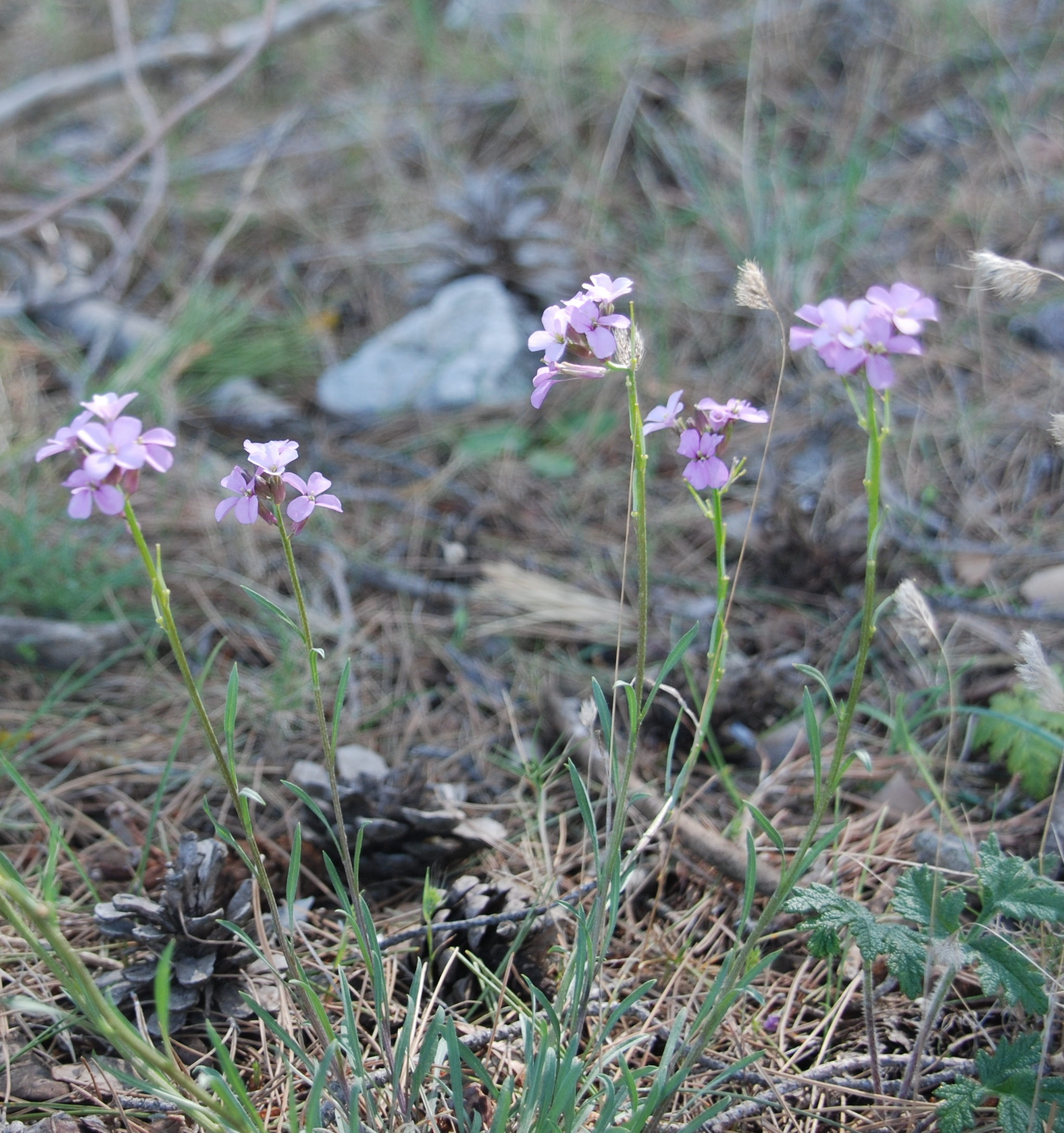
Laubblätter und Blütenstände von Erysimum popovii

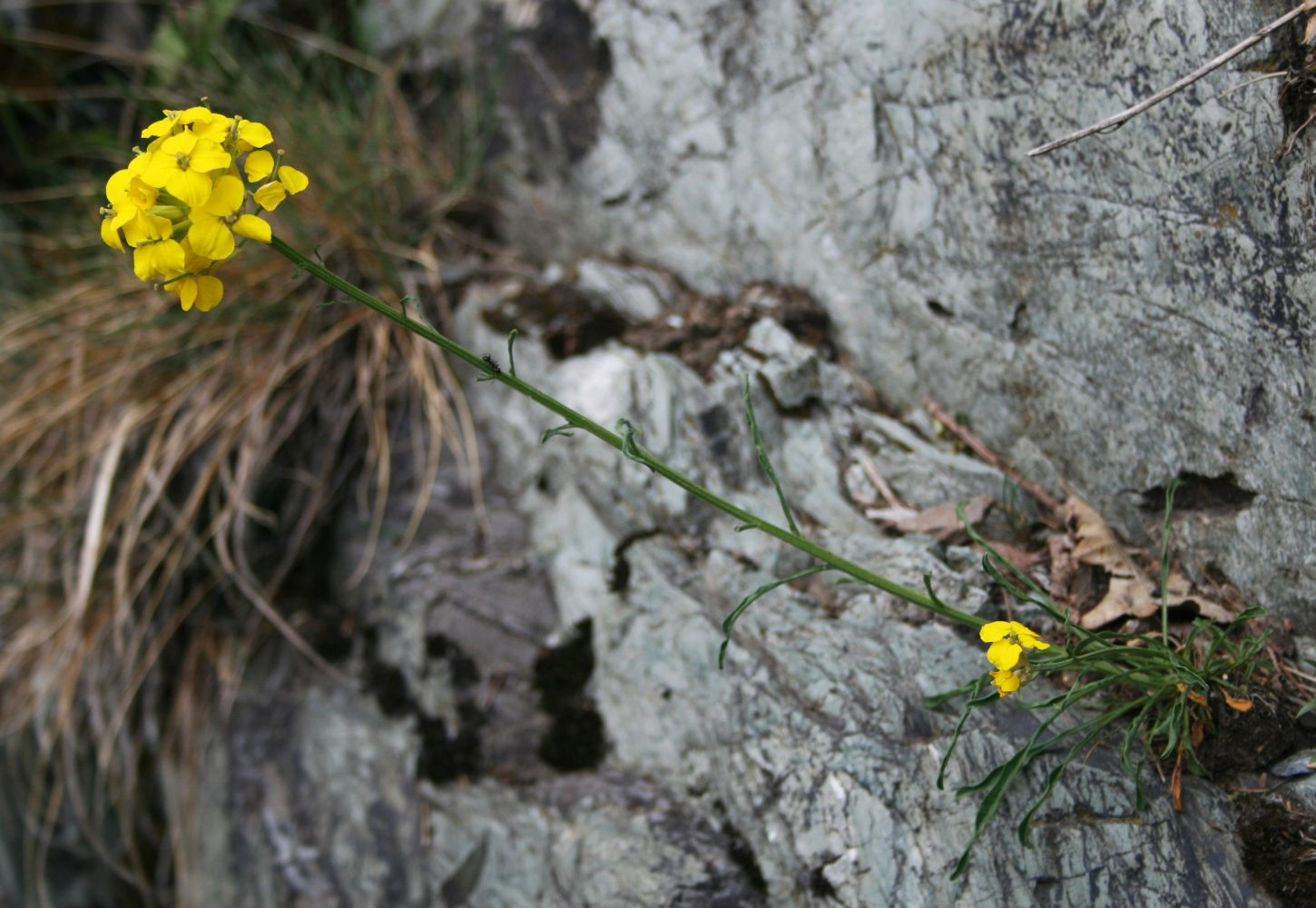
Laubblätter und Blütenstand von Erysimum pseudorhaeticum

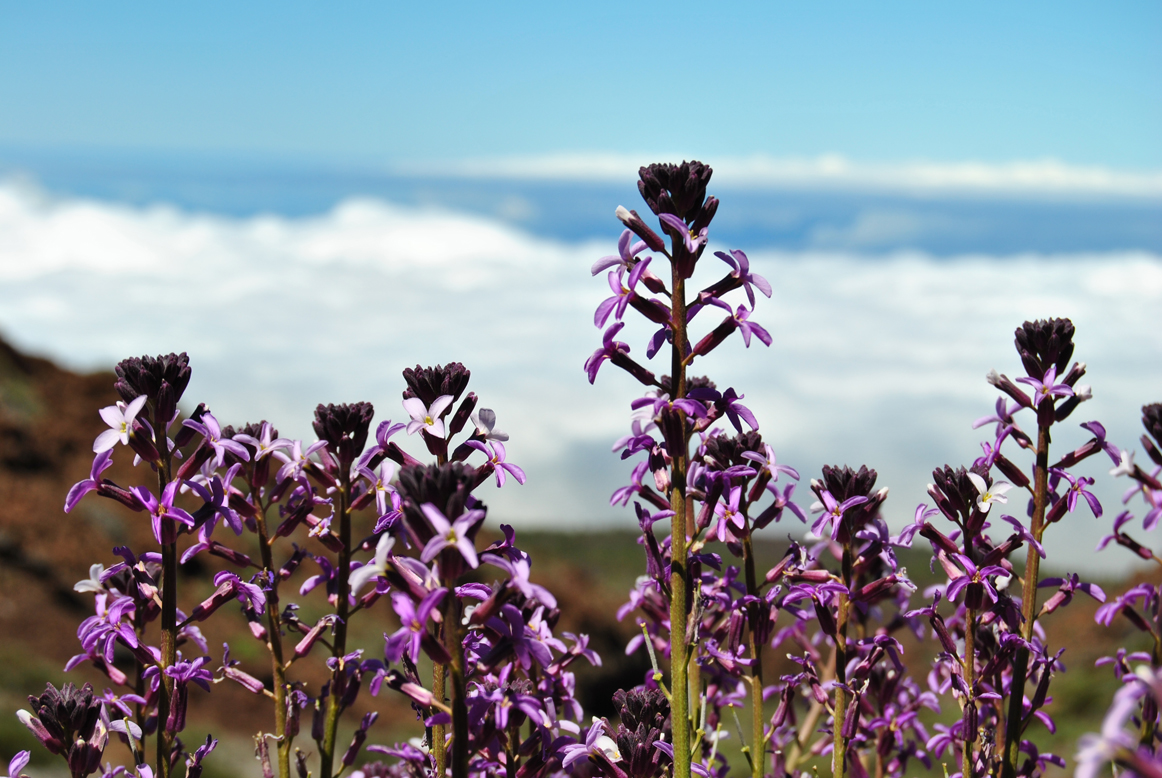
Blütenstände von Erysimum scoparium am Teide auf Teneriffa

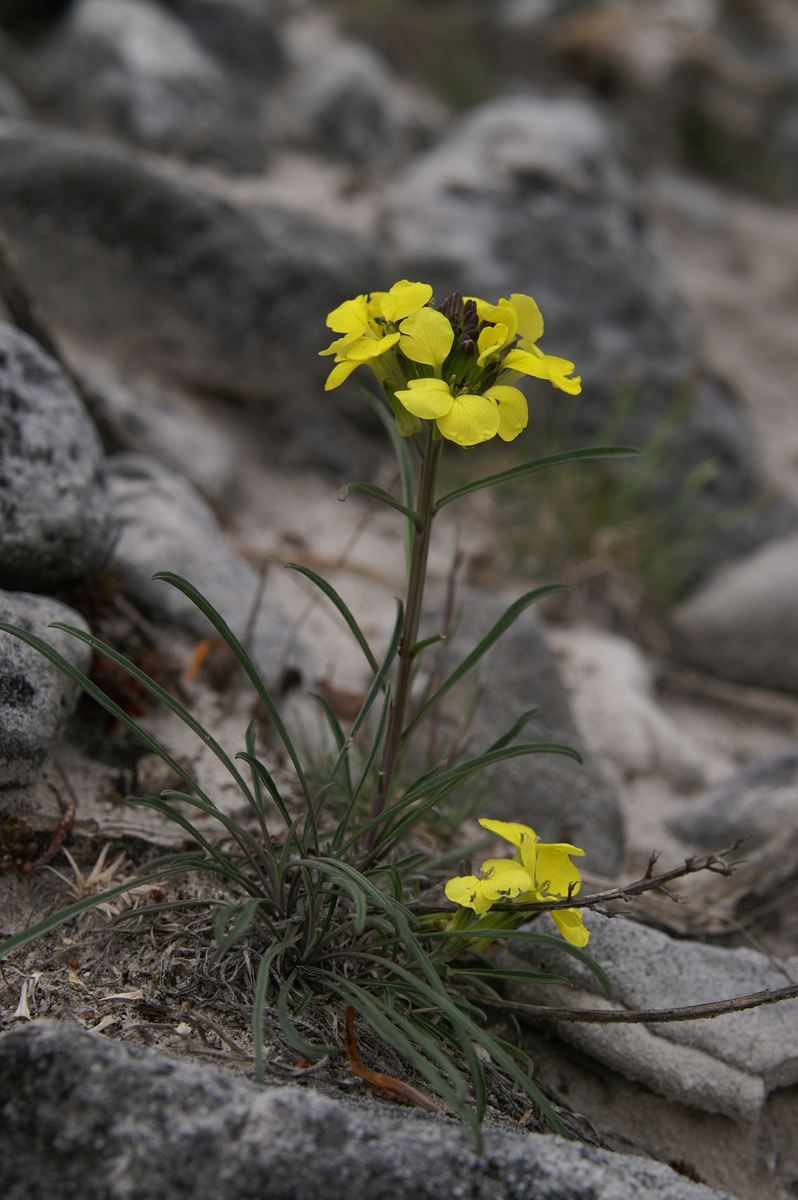
Erysimum sylvestre

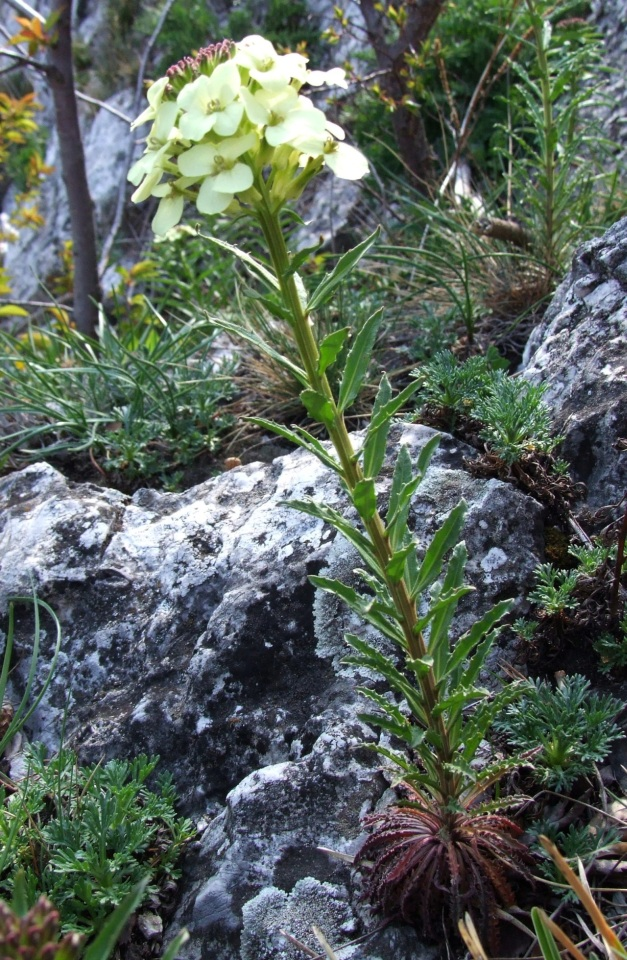
Habitus, Laubblätter und Blütenstand von Erysimum wittmanii

## Ökologie
Je nach Art handelt es sich um Therophyten oder Hemikryptophyten.
Die Erysimum-Arten werden von vielen Insekten-Arten besucht. Als Bestäuber wurden beobachtet: Hautflügler (Hymenoptera), Zweiflügler (Diptera), Käfer (Coleoptera), Schmetterlinge (Lepidoptera) und Wanzen (Heteroptera).
Die Diasporen sind die Samen.

## Systematik und Verbreitung
Die Gattung Erysimum wurde 1753 durch Carl von Linné in Species Plantarum, 2, S. 660 aufgestellt. Als Lektotypusart wurde 1925 Erysimum cheiranthoides L. durch Mary Letitia Green in Bulletin of Miscellaneous Information 1925, S. 55 festgelegt. Der Gattungsname Erysimum ist ein alter griechischer Pflanzenname, von eryesthai für retten oder helfen, dies bezieht sich auf die medizinische Wirkung mancher Arten. Synonyme für Erysimum L. sind: Acachmena H.P.Fuchs, Cheiranthus L., Cheirinia Link, Cuspidaria (DC.) Besser, Dichroanthus Webb & Berthel., Erysimastrum F.J.Ruprecht, Syrenia Andrz. ex Besser, Zederbauera H.P.Fuchs.
Erysimum ist die einzige Gattung der Tribus Erysimeae Dumort. innerhalb Familie der Brassicaceae. Die Tribus Erysimeae wurde 1827 durch Barthélemy Charles Joseph Dumortier in Florula Belgica, opera majoris prodromus, auctore ..., S. 123 aufgestellt.
Phylogenetische Analysen zeigen, dass eine frühe Radiation der Gattung Erysimum während des späten Pliozän oder frühen Pleistozän erfolgte. Je nach Autor sind 150 bis 350 Arten in der Gattung Erysimum enthalten. Die Gattung Erysimum ist auf der Nordhalbkugel, hauptsächlich in Eurasien, weitverbreitet. In China gibt es etwa 17 Arten, fünf davon nur dort. Nur acht Arten sind in Nordafrika und Makaronesien beheimatet. In Nord- und Zentralamerika kommen 14 Arten vor. Alle in Kalifornien heimischen Arten gehören zur Verwandtschaftsgruppe von Erysimum capitatum; Hybridisation verwischen deren Artgrenzen. Erysimum barbarea ist synonym mit Barbarea vulgaris, der Winterkresse.
Es gibt etwa 150 Erysimum-Arten (Auswahl):
- Erysimum adcumbens (Boiss.) Polatschek: Sie kommt in der Türkei vor.[9]
- Erysimum albescens (Webb & Berthel.) Bramwell: Sie ist ein Endemit auf Gran Canaria.[8][9]
- Erysimum ammophilum A.Heller: Sie kommt in Kalifornien vor.[3]
- Erysimum arbuscula (Lowe) Snogerup: Sie kommt auf der Insel Porto Santo bei Madeira vor.[9]
- Erysimum arenicola S.Watson: Sie kommt in Nordamerika British Columbia, Oregon und Washington vor.[3]
- Erysimum asperulum Boiss. & Heldr.: Sie kommt in Albanien und in Griechenland vor.[9]
- Erysimum asperum (Nutt.) DC.: Sie ist vom westlichen Kanada (südwestliches Manitoba sowie südliches Saskatchewan) über die US-Bundesstaaten Kansas, Minnesota, Nebraska, North Dakota, Oklahoma, South Dakota, östliches Colorado, östliches Montana, östliches Wyoming, bis New Mexico sowie Texas verbreitet.[8]
- Erysimum aucherianum J.Gay: Sie ist Westasien von der östlichen Türkei über den nordöstlichen Irak bis zum nördlichen und westliche Iran verbreitet.[8]
- Gold-Schöterich (Erysimum aureum M.Bieb.)[9]
- Erysimum baeticum (Heywood) Polatschek: Sie kommt nur im südöstlichen Spanien vor.[8][9]
- Erysimum benthamii Monnet: Sie kommt in Sichuan. Yunnan, Tibet, Indien, Bhutan, Nepal und Sikkim vor.[1]
- Zweifarbiger Schöterich (Erysimum bicolor (Hornem.) DC.)
- Erysimum bonannianum C.Presl: Sie kommt nur in Sizilien vor.[9]
- Erysimum bulgaricum (Velen.) Ančev & Polatschek: Sie kommt in Bulgarien, Rumänien und in der europäischen Türkei vor.[9]
- Burnats Schöterich (Erysimum burnatii Vidal)
- Erysimum calycinum Griseb.: Sie kommt in Albanien, Nordmazedonien und in Griechenland vor.[9]
- Erysimum candicum Snogerup: Sie kommt in Griechenland und Kreta vor.[9]
- Erysimum canescens Roth: Sie ist von Ciskaukasien sowie dem europäischen Teil Russlands über Sibirien, Kasachstan, Kirgisistan, Tadschikistan, Usbekistan und die Mongolei bis zum autonomen Gebiet Xinjiang verbreitet.[8]
- Erysimum capitatum (Douglas) Greene: Sie ist mit mehreren Varietäten vom westkanadischen British Columbia über die USA bis Mexiko verbreitet.[8]
- Erysimum carium Boiss.: Sie kommt in der Türkei vor.[9]
- Krainer Schöterich (Erysimum carniolicum Dolliner): Er kommt in Slowenien, Serbien, Bosnien-Herzegowina und Montenegro vor.[9]
- Acker-Schöterich (Erysimum cheiranthoides L.): Er ist in Eurasien von Frankreich über Mittel-, Nord-, Südost- sowie Osteuropa bis Sibirien sowie Russlands Fernen Osten bis zur Mongolei und China (Heilongjiang, Jilin, Nei Monggol, Xinjiang) ist Korea sowie der japanischen Insel Hokkaidō weitverbreitet. Er ist in vielen Gebieten der Welt ein Neophyt.[8]
- Goldlack (Erysimum cheiri (L.) Crantz, Syn.: Cheiranthus cheiri L.): Die Herkunft ist unbekannt; möglicherweise entstand er als Hybride im antiken Griechenland. Er wird als Zierpflanze verwendet. Er ist in vielen Gebieten der Welt ein Neophyt.[8]
- Erysimum comatum Pančić: Sie kommt in Serbien, Albanien, Bulgarien, Rumänien, Mazedonien und Griechenland vor.[9]
- Erysimum concinnum Eastw.: Sie kommt nur in den westlichen US-Bundesstaaten Oregon (nur im Curry County) und im nordwestlichen Kalifornien vor.[8]
- Erysimum corinthium (Boiss.) Wettst.: Sie kommt in Griechenland vor.[8]
- Erysimum crassicaule (Boiss.) Boiss.: Sie ist in Iran und Pakistan verbreitet.[8]
- Erysimum crassipes Fisch. & C.A.Mey.: Sie ist in Westasien und im Kaukasusraum verbreitet.[8]
- Erysimum crassistylum C.Presl: Sie kommt in Italien, Sizilien, Serbien, Bulgarien und Griechenland vor.[9]
- Bleicher Schöterich (Erysimum crepidifolium Rchb.)[9]
- Erysimum creticum Boiss. & Heldr.: Sie ist ein Endemit auf Kreta.[8]
- Erysimum cuspidatum (M.Bieb.) DC.: Sie ist von Ost- über Südosteuropa und Westasien bis zum Kaukasusraum verbreitet.[8]
- Erysimum degenianum Azn.: Sie kommt in der europäischen und asiatischen Türkei vor.[9]
- Erysimum diffusum Ehrh. (Syn.: Erysimum andrzejowskianum DC.): Sie ist vom östlichen Österreich über das südliche Tschechien und die Slowakei bis Ungarn und Südosteuropa, dem südlichen europäischen Teil Russlands bis zur Ukraine und die Krim sowie dem türkischen Edirne verbreitet. Sie wird als Zierpflanze verwendet (Andrzejowskis Schöterich) und ist in einigen Gebieten der Welt ein Neophyt.[8]
- Erysimum drenowskii Degen: Sie kommt in Bulgarien und in Griechenland vor.[9]
- Erysimum duriaei Boiss.: Sie kommt in Spanien vor.[9]
- Erysimum echinellum Hand.-Mazz.: Sie kommt in der Türkei vor.[9]
- Erysimum ehrendorferi Polatschek[9]
- Erysimum favargeri Polatschek: Sie kommt nur im südöstlichen Spanien vor.[8][9]
- Erysimum forrestii (W.W.Sm.) Polatschek: Sie gedeiht in Höhenlagen von 3600 bis 4900 Metern in Yunnan.[1]
- Erysimum franciscanum Rossbach: Sie kommt in Kalifornien vor.[3]
- Erysimum funiculosum Hook. f. & Thomson (Syn.: Erysimum absconditum O.E.Schulz): Sie kommt in Gansu, Qinghai, Tibet und in Sikkim vor.[1]
- Erysimum gomez-campoi Polatschek: Sie kommt nur im östlichen Spanien vor.[8][9]
- Erysimum graecum Boiss. & Heldr.: Sie kommt in Griechenland vor.[8][9]
- Erysimum gramineum Pomel: Sie kommt in Marokko um im nördlichen Algerien vor.[8]
- Erysimum grandiflorum Desf. (non Erysimum grandiflorum auct.): Sie kommt in Algerien und Tunesien vor.[8]
- Erysimum handel-mazzettii Polatschek: Sie gedeiht in Höhenlagen von 4100 bis 4800 Metern in Sichuan.[1]
- Erysimum heritieri Kuntze: Sie kommt auf Madeira und auf den Kanarischen Inseln vor.[8]
- Ruten-Schöterich (Erysimum hieraciifolium L., Syn.: Erysimum denticulatum J.Presl & C.Presl, Erysimum strictum P.Gaertn., B.Mey. & Scherb., Erysimum virgatum Roth, Erysimum hieracifolium subsp. denticulatum (J.Presl & C.Presl) Čelak., Erysimum hieraciifolium subsp. delphinense (Jord.) Rouy & Foucaud, Erysimum hieraciifolium subsp. virgatum (Roth) Schinz & R. Keller)[9]
- Erysimum horizontale Candargy: Sie kommt in der Türkei und auf Inseln der Ägäis vor.[9]
- Erysimum huber-morathii Polatschek: Sie kommt in der Türkei vor.[9]
- Blassgelber Schöterich (Erysimum humile Pers., Syn.: Cheiranthus ochroleucus Schleich., Erysimum decumbens (Willd.) Dennst., Erysimum dubium (Suter) Thell. nom. illeg., Erysimum ochroleucum (Schleich.) DC., Erysimum ochroleucum DC. nom. illeg.): Er kommt im südlichen Frankreich und in der Schweiz vor.[9]
- Erysimum hungaricum Zapał.: Sie kommt in Österreich, in Rumänien und in der Ukraine vor.[9]
- Erysimum incanum Kunze: Sie ist vom östlichen sowie zentralen Spanien bis Marokko, dem nördlichen Algerien und Tunesien verbreitet.[8]
- Erysimum inconspicuum (S.Watson) MacMill.: Sie ist von Alaska über Kanada und die zentralen bis zu den westlichen USA verbreitet.[8]
- Piemonteser Schöterich (Erysimum jugicola Jord.; Syn.: Cheiranthus pumilus Murith, Erysimum pumilum (Murith) Gaudin nom. illeg., Erysimum helveticum subsp. pumilum (Murith) P.Fourn.): Er kommt von Frankreich über die Schweiz bis Italien vor.[9]
- Erysimum korabense Kümmerle & Jáv.: Sie kommt in Serbien, Albanien und Nordmazedonien vor.[9]
- Erysimum kotschyanum J.Gay: Sie kommt in der Türkei vor.[9]
- Erysimum kuemmerlei Jáv.: Sie kommt in Serbien, Albanien, Nordmazedonien und in Griechenland vor.[9]
- Erysimum kykkoticum Hadjik. & Alziar: Diese seltene Art ist nur von einem Fundort bekannt der „Argakin tou Pissokremmou“ (der Pissokremmos-Fluss) genannt wird, er liegt im Tal des Flusses Xeros im westlichen Teil des Troodos-Gebirges auf Kreta. Sie wird in der Roten Liste der gefährdeten Arten der IUCN 2006 als „Critically Endangered“ = „vom Aussterben bedroht“ bewertet. Ihr Bestand auf einer Fläche von weniger als 3 ha nimmt ab; 2006 wurde er auf etwa 800 Exemplare geschätzt.[12]
- Erysimum lagascae Rivas Goday & Bellot: Sie kommt nur im zentralen Spanien vor.[8][9]
- Erysimum leptocarpum J.Gay (Syn.: Erysimum aciphyllum Boiss.):[9] Diese seltene Art kommt nur in Erzurum in der Türkei vor. Sie wird in der Roten Liste der gefährdeten Arten der IUCN 2007 als „Endangered“ = „stark gefährdet“ bewertet.[12]
- Erysimum leptostylum DC.: Sie kommt in der Ukraine und im europäischen Russland vor.[9]
- Erysimum linariifolium Tausch: Sie kommt in Kroatien, Serbien, Bosnien-Herzegowina, Albanien, Montenegro und in Griechenland vor.[9]
- Erysimum linifolium (Pers.) J.Gay: Sie kommt in Spanien und in Portugal vor.[9]
- Erysimum macilentum Bunge: Sie kommt in den chinesischen Provinzen Anhui, Gansu, Hebei, Henan, Hubei, Hunan, Jiangsu, Jilin, Liaoning, Nei Mongol, Ningxia, Shaanxi, Shandong, Shanxi, Sichuan und Yunnan vor.[1]
- Marschalls Schöterich (Erysimum marschallianum Andrz. ex DC.): Er kommt in Deutschland, Österreich, Tschechien, Polen, in der Slowakei, Ukraine, Moldawien und Serbien vor.[9]
- Erysimum menziesii (Hook.) Wettst.: Sie kommt in Kalifornien vor.[8]
- Erysimum merxmuelleri Polatschek (Syn.: Erysimum helveticum Samp., Erysimum nevadense subsp. merxmuelleri (Polatschek) P.W.Ball): Sie ist auf der Iberischen Halbinsel verbreitet.[9]
- Erysimum metlesicsii Polatschek: Sie ist ein Endemit auf Sizilien.[8][9]
- Berg-Schöterich (Erysimum montosicola Jord.): Er kommt im südöstlichen Frankreich und Italien vor.[9]
- Erysimum myriophyllum Lange: Sie kommt mit zwei Unterarten nur im südöstlichen Spanien vor.[8][9]
- Erysimum nevadense Reut.: Sie kommt in Spanien vor.[8]
- Honig-Schöterich (Erysimum odoratum Ehrh.): Er ist von Frankreich über Mittel-, Ost- bis Südosteuropa und Westsibirien sowie Xinjiang verbreitet.[8]
- Erysimum olympicum Boiss.: Sie kommt nur im nördlichen Griechenland vor.[8][9]
- Erysimum penyalarensis (Pau) Polatschek: Sie kommt mit zwei Unterarten nur im nördlichen-zentralen Spanien vor.[8][9]
- Afghanischer Schöterich (Erysimum perofskianum Fisch. & C.A.Mey.): Er wird als Zierpflanze verwendet und ist nur aus Kultur bekannt.[8]
- Erysimum pieninicum (Zapalł.) Pawlł.: Sie kommt in Polen vor.[9]
- Erysimum pulchellum (Willd.) J.Gay: Sie ist von der nördlichen sowie östlichen Türkei über den Iran bis Armenien verbreitet.[8]
- Erysimum raulinii Boiss.: Sie ist ein Endemit auf Kreta.[8][9]
- Sparriger Schöterich (Erysimum repandum L.), auch Brach-Schöterich genannt
- Schweizer Schöterich oder Rhätischer Schöterich (Erysimum rhaeticum (Schleich. ex Hornem.) DC., Syn.: Cheiranthus rhaeticus Schleich. ex Hornem., Erysimum augustanum Jord., Erysimum helveticum Griseb., Erysimum schaererianum Wallr., Erysimum segusianum Jord.) Er kommt in alpinen Gebieten Frankreichs, der Schweiz, Tirols (Oberinntal) und Südtirols (vor allem im Vinschgau) vor.
- Erysimum roseum (Maxim.) Polatschek (Syn.: Erysimum limprichtii O.E.Schulz): Sie gedeiht in Höhenlagen von 3200 bis 4900 Metern in Tibet und in den chinesischen Provinzen Gansu, Qinghai, Sichuan sowie Yunnan.[1]
- Erysimum scabrum DC.: Sie ist in Westasien von der Türkei bis zum Iran verbreitet.[8]
- Erysimum schlagintweitianum O.E.Schulz: Sie kommt im westlichen Tibet vor.[1]
- Erysimum scoparium (Brouss. ex Willd.) Wettst.: Sie kommt auf Teneriffa sowie Gran Canaria vor.[8][9]
- Erysimum semperflorens (Schousb.) Wettst.: Sie kommt in Marokko sowie im nordwestlichen Algerien vor.[8]
- Erysimum senoneri (Reut.) Wettst.: Sie kommt mit drei Unterarten in Griechenland vor.[8][9]
- Erysimum siliculosum (M.Bieb.) DC.: Sie kommt in Kasachstan, Russland, Turkmenistan und in Xinjiang vor.[1]
- Erysimum sisymbrioides C.A.Mey.: Sie kommt in Afghanistan, Kasachstan, Kirgisistan, Tadschikistan, Turkmenistan, Usbekistan, in Südwest-Asien, in der Mongolei, in Pakistan, Russland und in Xinjiang vor.[1]
- Erysimum smyrnaeum Boiss. & Balansa: Sie kommt in der Türkei vor.[8]
- Erysimum sylvestre (Crantz) Scop. (Syn.: Cheiranthus sylvestris Crantz, Erysimum cheiranthus Pers., Erysimum aurantiacum (Leyb.) Leyb.): Sie ist mit zwei Unterarten von Österreich über Slowenien sowie Kroatien bis Montenegro und im nordöstlichen Italien sowie Spanien verbreitet.[8][9]
- Erysimum szowitsianum Boiss. (Syn.: Erysimum deflexum Hook. f. & Thomson, Erysimum deflexum Cullen):[9] Diese seltene Art ist nur von einem Standort in der türkischen Trabzon im nordöstlichen Anatolien bekannt. Sie wird in der Roten Liste der gefährdeten Arten der IUCN 2007 als „Critically Endangered“ = „vom Aussterben bedroht“ bewertet. Ihre Bestände nehmen beispielsweise durch den Einfluss des Tourismus ab.[12]
- Erysimum teretifolium Eastw.: Dieser Endemit kommt in Kalifornien nur in Santa Cruz vor.[8]
- Erysimum wahlenbergii (Asch. & Engl.) Simonk.: Sie kommt in Polen und in der Slowakei vor.[9]
- Erysimum wardii Polatschek: Sie gedeiht in Höhenlagen von 3000 bis 4600 Metern in den chinesischen Provinzen Sichuan, Yunnan und in Tibet.[1]
- Erysimum welcevii Urum.: Sie kommt in Serbien und in Bulgarien vor.[9]
- Erysimum wilczekianum Braun-Blanq. & Maire: Sie kommt in Marokko vor.[9]
- Erysimum witmannii Zaw. (Syn.: Erysimum baumgartenianum Schur, Erysimum transsilvanicum Schur): Sie ist vom südlichen Polen über das nördliche Ungarn, Tschechien und sie Slowakei bis ins nördliche sowie zentrale Rumänien verbreitet.[8][9]

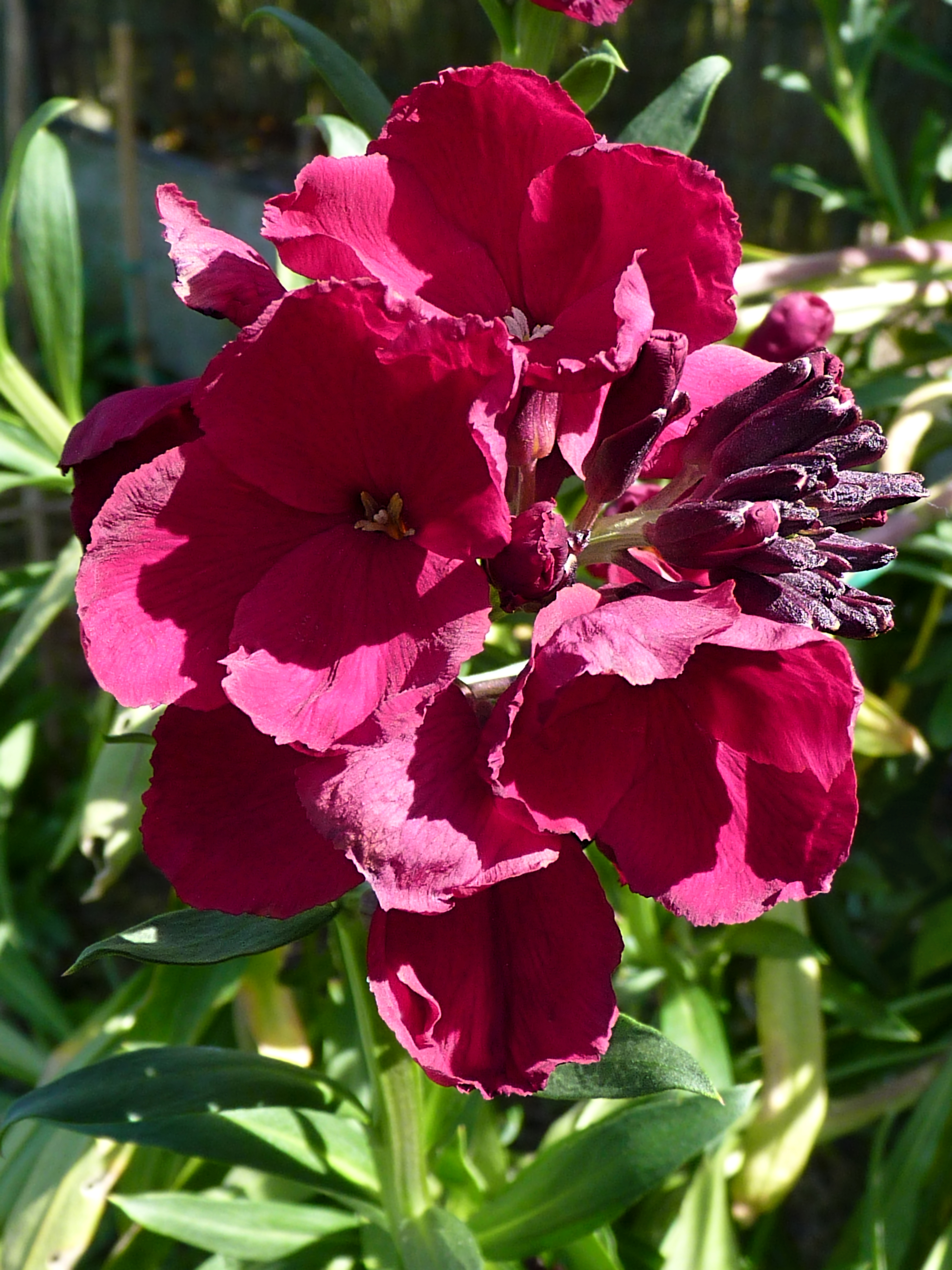
Goldlack (Erysimum cheiri) Sorte ‘Covent Garden’

## Nutzung

### Verwendung als Zierpflanzen
Die Sorten des Goldlack (Erysimum cheiri), Erysimum diffusum und Erysimum perofskianum werden als Zierpflanzen in Parks und Gärten verwendet.

### Verwendung als Nahrungspflanzen
Die zarten, jungen, vegetativen Pflanzenteile von Erysimum hieraciifolium werden gegart als Gemüse gegessen.

### Verwendung als Heilpflanzen
Die wirksamen Inhaltsstoffe vieler Arten (beispielsweise Erysimum capitatum, Erysimum cheiranthoides, Erysimum cheiri, Erysimum diffusum, Erysimum repandum) wurden untersucht. Vermutlich führen die in Extrakten enthaltenen Cardenolidglykoside (beispielsweise Erycordin, Erysimosid, Glucostrophallosid, Helveticosid) zur therapeutischen Wirkung.

### Ethnobotanik
Einige Arten, wie Erysimum canescens, siehe auch Goldlack (Erysimum cheiri), wurden in der Volksmedizin genutzt. Erysimum capitatum wurde beispielsweise von den indigenen Völkern Nordamerikas als Antirheumatikum, gegen Zahnschmerzen, als Wickel und zur Verhinderung von Sonnenbrand verwendet. Erysimum cheiranthoides wurde von den indigenen Völkern Nordamerikas verwendet, um aus den zerstoßenen Samen ein Getränk als Wurmmittel herzustellen oder ein Absud der unterirdischen Pflanzenteile wurde bei Hautausschlag eingesetzt. Erysimum repandum wurden gegen Bauchschmerzen, Fieber und Skorbut eingesetzt. Auch Erysimum inconspicuum wurde von den indigenen Völkern Nordamerikas genutzt.